# Cornelia Spiegel-Behnke
Cornelia Spiegel-Behnke (* 1971) ist eine deutsche Geowissenschaftlerin. Als Professorin am Fachbereich Geowissenschaften der Universität Bremen leitet sie das Fachgebiet „Geodynamik der Polargebiete“. Ihre Forschungsschwerpunkte sind Geodynamik, Thermochronologie und Provenienzanalyse vor allem der Polarregion, wobei sie die Wechselwirkungen von Prozessen der oberen Erdkruste mit den tieferen Bereichen der Lithosphäre und mit der Entwicklung des Klimas untersucht.

## Werdegang
Spiegel absolvierte von 1990 bis 1997 ein Studium der Chemie, Mineralogie und Geologie in Hannover, Barcelona und Kiel, das sie 1998 in Kiel mit einem Diplom in Geologie und Paläontologie abschloss. Im Anschluss forschte sie als wissenschaftliche Mitarbeiterin am Institut für Geowissenschaften der Universität Tübingen, wo sie 2001 auch promovierte. Nach einer kurzen Postdoc-Phase in Tübingen ging sie 2002 mit einem Emmy-Noether-Stipendium für zwei Jahre an die School of Earth Sciences an der Universität Melbourne in Australien. 
Nach ihrer Rückkehr wurde sie 2004 Juniorprofessorin am Institut für Geowissenschaften in Tübingen, bevor sie 2007 einem Ruf als Professorin an die Universität Bremen folgte. Im selben Jahr wurde sie außerdem mit zwei Wissenschaftspreisen ausgezeichnet – dem Hans-Cloos-Preis der Geologischen Vereinigung sowie dem Hermann-Credner-Preis der Deutschen Geologischen Gesellschaft. Die Ehrungen erfolgten unter anderem aufgrund ihrer „zukunftsweisenden Beiträge zur Anwendung thermochronologischer und isotopengeochemischer Methoden in der Rekonstruktion von Beckenentwicklung, Gebirgsbildung und der Quantifizierung von Exhumierungsprozessen“.
Spiegel-Behnke war unter anderem im Vorstand der Deutschen Gesellschaft für Geowissenschaften sowie Redaktionsmitglied der Zeitschrift Geology und organisierte 2018 die internationale Fachkonferenz zu Thermochronologie „Thermo 18“ in Quedlinburg mit.
An der Universität Bremen hat sie seit 2009 zusätzlich die Ämter einer Studiendekanin und der Gleichstellungsbeauftragten übernommen.

## Publikationen (Auswahl)
- Post-collisional exhumation history of the Central Alps. (zugleich Dissertation, Tübingen 2001). Tübingen 2001.
- mit Matthias Bernet: Detrital thermochronology : provenance analysis, exhumation, and landscape evolution of mountain belts (= Geological Society of America Special Paper. Nr. 378). Geological Society of America, Boulder, Colorado 2004, ISBN 0-8137-2378-7.